# 크리스티나 베넷 린드
크리스티나 베넷 린드(Heather Lind, 1983 3월 22일 ~ )는 미국의 배우이다. 배우 헤더 린드와 쌍둥이 자매 사이이다.

## 출연 작품
- 칼리코 스카이 (2016)